# República Popular China en los Juegos Olímpicos de París 2024
La República Popular China estuvo representada en los Juegos Olímpicos de París 2024 por un total de 388 deportistas, 257 mujeres y 131 hombres, que compitieron en 33 deportes.

Los portadores de la bandera en la ceremonia de apertura fueron el jugador de tenis de mesa Ma Long y la nadadora sincronizada Feng Yu.

## Medallistas
El equipo olímpico chino obtuvo las siguientes medallas:
| Nombre                                                                                    | Deporte               | Competición                    |
| ----------------------------------------------------------------------------------------- | --------------------- | ------------------------------ |
| Oro                                                                                       |                       |                                |
| Yang Jiayu                                                                                | Atletismo             | 20 km marcha F                 |
| Chen Qingchen Jia Yifan                                                                   | Bádminton             | Dobles F                       |
| Zheng Siwei Huang Yaqiong                                                                 | Bádminton             | Dobles mixto                   |
| Chang Yuan                                                                                | Boxeo                 | 54 kg F                        |
| Li Qian                                                                                   | Boxeo                 | 75 kg F                        |
| Wu Yu                                                                                     | Boxeo                 | 50 kg F                        |
| Deng Yawen                                                                                | Ciclismo BMX          | Parque F                       |
| Liu Yang                                                                                  | Gimnasia artística    | Anillas M                      |
| Zou Jingyuan                                                                              | Gimnasia artística    | Paralelas M                    |
| Guo Qiqi Hao Ting Huang Zhangjiayang Wang Lanjing Ding Xinyi                              | Gimnasia rítmica      | Conjuntos F                    |
| Hou Zhihui                                                                                | Halterofilia          | 49 kg F                        |
| Luo Shifang                                                                               | Halterofilia          | 59 kg F                        |
| Li Wenwen                                                                                 | Halterofilia          | +81 kg F                       |
| Li Fabin                                                                                  | Halterofilia          | 61 kg M                        |
| Liu Huanhua                                                                               | Halterofilia          | 102 kg M                       |
| Pan Zhanle                                                                                | Natación              | 100 m libre M                  |
| Xu Jiayu Qin Haiyang Sun Jiajun Pan Zhanle                                                | Natación              | 4 × 100 m estilos M            |
| Wang Liuyi Wang Qianyi                                                                    | Natación artística    | Dúo F                          |
| Chang Hao Feng Yu Wang Ciyue Wang Liuyi Wang Qianyi Xiang Binxuan Xiao Yanning Zhang Yayi | Natación artística    | Equipo F                       |
| Xu Shixiao Sun Mengya                                                                     | Piragüismo            | C2 500 m F                     |
| Liu Hao Ji Bowen                                                                          | Piragüismo            | C2 500 m M                     |
| Chen Yiwen                                                                                | Saltos                | Trampolín 3 m F                |
| Quan Hongchan                                                                             | Saltos                | Plataforma 10 m F              |
| Chang Yani Chen Yiwen                                                                     | Saltos                | Trampolín 3 m sincro F         |
| Chen Yuxi Quan Hongchan                                                                   | Saltos                | Plataforma 10 m sincro F       |
| Xie Siyi                                                                                  | Saltos                | Trampolín 3 m M                |
| Wang Zongyuan Long Daoyi                                                                  | Saltos                | Trampolín 3 m sincro M         |
| Cao Yuan                                                                                  | Saltos                | Plataforma 10 m M              |
| Lian Junjie Yang Hao                                                                      | Saltos                | Plataforma 10 m sincro M       |
| Zheng Qinwen                                                                              | Tenis                 | Individual F                   |
| Chen Meng                                                                                 | Tenis de mesa         | Individual 'F                  |
| Fan Zhendong                                                                              | Tenis de mesa         | Individual M                   |
| Wang Chuqin Sun Yingsha                                                                   | Tenis de mesa         | Dobles mixto                   |
| Sun Yingsha Wang Manyu Chen Meng                                                          | Tenis de mesa         | Equipo F                       |
| Wang Chuqin Ma Long Fan Zhendong                                                          | Tenis de mesa         | Equipo M                       |
| Xie Yu                                                                                    | Tiro                  | Pistola 10 m M                 |
| Li Yuehong                                                                                | Tiro                  | Pistola rápida de fuego 25 m M |
| Sheng Lihao                                                                               | Tiro                  | Rifle 10 m M                   |
| Liu Yukun                                                                                 | Tiro                  | Rifle 3 posiciones 50 m M      |
| Huang Yuting Sheng Lihao                                                                  | Tiro                  | Rifle 10 m mixto               |
| Plata                                                                                     |                       |                                |
| Feng Bin                                                                                  | Atletismo             | Disco F                        |
| He Bingjiao                                                                               | Bádminton             | Individual F                   |
| Liu Shengshu Tan Ning                                                                     | Bádminton             | Dobles F                       |
| Liang Weikeng Wang Chang                                                                  | Bádminton             | Dobles M                       |
| Yang Wenlu                                                                                | Boxeo                 | 60 kg F                        |
| Yang Liu                                                                                  | Boxeo                 | 66 kg F                        |
| Deng Lijuan                                                                               | Escalada              | Velocidad F                    |
| Wu Peng                                                                                   | Escalada              | Velocidad M                    |
| Qiu Qiyuan                                                                                | Gimnasia artística    | Barras asimétricas F           |
| Zhang Boheng                                                                              | Gimnasia artística    | Concurso individual M          |
| Zou Jingyuan                                                                              | Gimnasia artística    | Anillas M                      |
| Zhou Yaqin                                                                                | Gimnasia artística    | Barra F                        |
| Liu Yang Su Weide Xiao Ruoteng Zhang Boheng Zou Jingyuan                                  | Gimnasia artística    | Equipo M                       |
| Wang Zisai                                                                                | Gimnasia en trampolín | Individual M                   |
| Equipo                                                                                    | Hockey sobre hierba   | Torneo F                       |
| Cao Liguo                                                                                 | Lucha grecorromana    | 60 kg M                        |
| Tang Qianting                                                                             | Natación              | 100 m braza F                  |
| Xu Jiayu                                                                                  | Natación              | 100 m espalda M                |
| Xu Jiayu Qin Haiyang Zhang Yufei Yang Junxuan                                             | Natación              | 4 × 100 m estilos mixto        |
| Chen Yuxi                                                                                 | Saltos                | Plataforma 10 m F              |
| Wang Zongyuan                                                                             | Saltos                | Trampolín 3 m M                |
| Guo Qing                                                                                  | Taekwondo             | –49 kg F                       |
| Zhizhen Zhang Xinyu Wang                                                                  | Tenis                 | Dobles mixto                   |
| Sun Yingsha                                                                               | Tenis de mesa         | Individual F                   |
| Huang Yuting                                                                              | Tiro                  | Rifle 10 m F                   |
| Qi Ying                                                                                   | Tiro                  | Foso M                         |
| An Qixuan Li Jiaman Yang Xiaolei                                                          | Tiro con arco         | Equipo F                       |
| Bronce                                                                                    |                       |                                |
| Zhao Jie                                                                                  | Atletismo             | Martillo F                     |
| Song Jiayuan                                                                              | Atletismo             | Peso F                         |
| Liu Qingyi                                                                                | Break dance           | Individual F                   |
| Xiao Ruoteng                                                                              | Gimnasia artística    | Concurso individual M          |
| Zhang Boheng                                                                              | Gimnasia artística    | Barra fija M                   |
| Yan Langyu                                                                                | Gimnasia en trampolín | Individual M                   |
| Lin Xiyu                                                                                  | Golf                  | Individual F                   |
| Ma Zhenzhao                                                                               | Judo                  | –78 kg F                       |
| Feng Ziqi                                                                                 | Lucha libre           | 50 kg F                        |
| Pang Qianyu                                                                               | Lucha libre           | 53 kg F                        |
| Hong Kexin                                                                                | Lucha libre           | 57 kg F                        |
| Meng Lingzhe                                                                              | Lucha grecorromana    | 130 kg M                       |
| Zhang Yufei                                                                               | Natación              | 50 m libre F                   |
| Zhang Yufei                                                                               | Natación              | 100 m mariposa F               |
| Zhang Yufei                                                                               | Natación              | 200 m mariposa F               |
| Wang Shun                                                                                 | Natación              | 200 m estilos M                |
| Yang Junxuan Cheng Yujie Zhang Yufei Wu Qingfeng                                          | Natación              | 4 × 100 m libre F              |
| Yang Junxuan Li Bingjie Ge Chutong Liu Yaxin                                              | Natación              | 4 × 200 m libre F              |
| Wan Letian Tang Qianting Zhang Yufei Yang Junxuan                                         | Natación              | 4 × 100 m estilos F            |
| Chang Yani                                                                                | Saltos                | Trampolín 3 m F                |
| Liang Yushuai                                                                             | Taekwondo             | –68 kg M                       |
| Zhang Qiongyue                                                                            | Tiro                  | Rifle 3 posiciones 50 m F      |
| Wang Xinjie                                                                               | Tiro                  | Pistola rápida de fuego 25 m M |
| Jiang Yiting Lyu Jianlin                                                                  | Tiro                  | Skeet mixto                    |